# U.S. Open
US Open denumit în mod oficial United States Open Tennis Championships este un turneu de tenis din Statele Unite. US Open este versiunea modernă a fostului Campionat Național al SUA, unul dintre cele mai vechi campionate de tenis din lume, unde s-au jucat simplu masculin și dublu masculin pentru prima dată în august 1881.
Din 1987, US Open a fost cronologic al patrulea și ultimul turneu de Grand Slam al anului. Celelalte trei, în ordine cronologică, sunt Australian Open, French Open și Wimbledon. US Open începe în ultima zi de luni a lunii august și continuă timp de două săptămâni, weekendul din mijloc coincizând cu sărbătoarea Zilei Muncii din SUA.
Turneul constă din cinci campionate principale: simplu masculin și feminin, dublu masculin și feminin și dublu mixt. Turneul include, de asemenea, evenimente pentru jucătorii seniori, juniori și în scaune cu rotile. Din 1978, turneul a fost jucat pe terenuri acrilice la Centrul Național de Tenis USTA Billie Jean King din Flushing Meadows–Corona Park, Queens, New York City. US Open este deținut și organizat de United States Tennis Association (USTA), o organizație non-profit, iar președintele US Open este Patrick Galbraith. Veniturile din vânzarea biletelor, sponsorizările și contractele de televiziune sunt utilizate pentru dezvoltarea tenisului în Statele Unite.
US Open a folosit tiebreak standard (primul la 7, victorie cu 2) în fiecare set al unui meci de simplu. În prezent, în toate cele patru turnee de Grand Slam, când în setul decisiv (al treilea pentru femei și al cincilea pentru bărbați), se ajunge la 6–6, se joacă un tiebreak extins la 10 puncte.

## Istoric

### 1881–1914: Newport Casino

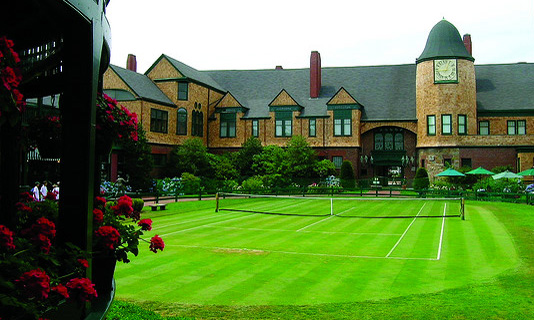
Terenul de tenis Newport Casino, unde a avut loc pentru prima dată US Open în 1881

Turneul a avut loc pentru prima dată în august 1881 pe terenurile cu iarbă de la Newport Casino din Newport, Rhode Island. În acel an, numai jucătorii care erau membri ai cluburilor de tenis afiliate la Asociația Națională de Tenis pe gazon din Statele Unite (USNLTA) au putut participa la competițiile de simplu și dublu masculin. Câștigătorul la simplu din 26 de jucători de tenis a fost americanul Richard Sears, care a câștigat următoarele șase ediții și a creat astfel un record încă valabil de șapte titluri consecutive. Din 1884 până în 1911, turneul a folosit un sistem de provocare prin care campionul en-titre se califica automat pentru finala de anul următor, unde avea să joace cu câștigătorul turneului.
În primii ani ai Campionatului Național al SUA, au concurat doar bărbați, iar turneul a fost cunoscut sub numele de Campionatul Național de simplu al SUA pentru bărbați. În septembrie 1887, la șase ani după ce s-au desfășurat pentru prima dată naționalele masculine, a avut loc primul campionat național de simplu feminin din SUA la Philadelphia Cricket Club. Câștigătoarea a fost Ellen Hansell, în vârstă de 17 ani, din Philadelphia. În același an, evenimentul de dublu masculin a fost jucat la Orange Lawn Tennis Club din South Orange, New Jersey.

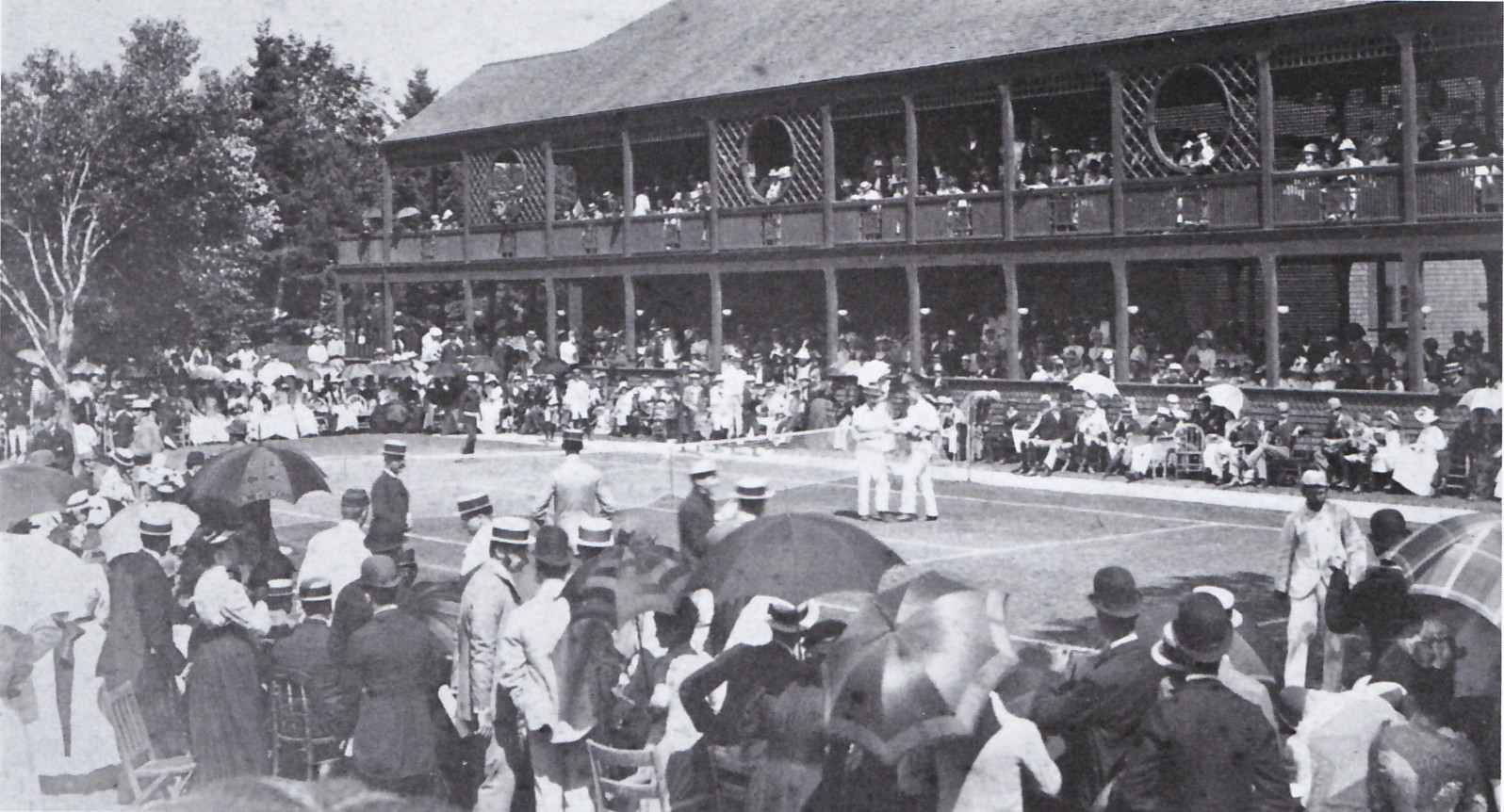
Semifinală la Campionatele SUA de tenis din 1890 de la Newport. Meci între Oliver Campbell și Bob Huntington

La Campionatul Național Feminin, în anii 1888–1918 s-a fost folosit același format al așa-numitei finale de provocare.  Între 1890 și 1906, s-au desfășurat turnee secționale în estul și vestul țării pentru a determina cele mai bune două echipe de dublu, care au concurat într-un play-off pentru dreptul de a concura împotriva campionilor en-titre în runde de provocare.
Evenimentele de dublu masculin din 1888 și 1889 au fost jucate la Staten Island Cricket Club din Livingston, Staten Island, New York. La campionatul din 1893, evenimentul de dublu masculin s-a jucat la St. George Cricket Club din Chicago. În 1892, a fost introdus Campionatul de dublu mixt al SUA, iar în 1899 Campionatul național de dublu al femeilor din SUA.
În 1915, campionatul național a fost mutat la West Side Tennis Club din Forest Hills, Queens, New York City. Efortul de a-l muta în New York City a început încă din 1911, când un grup de jucători de tenis, condus de newyorkezul Karl Behr, a început să lucreze la acest lucru.

### 1915–1977: West Side Tennis Club

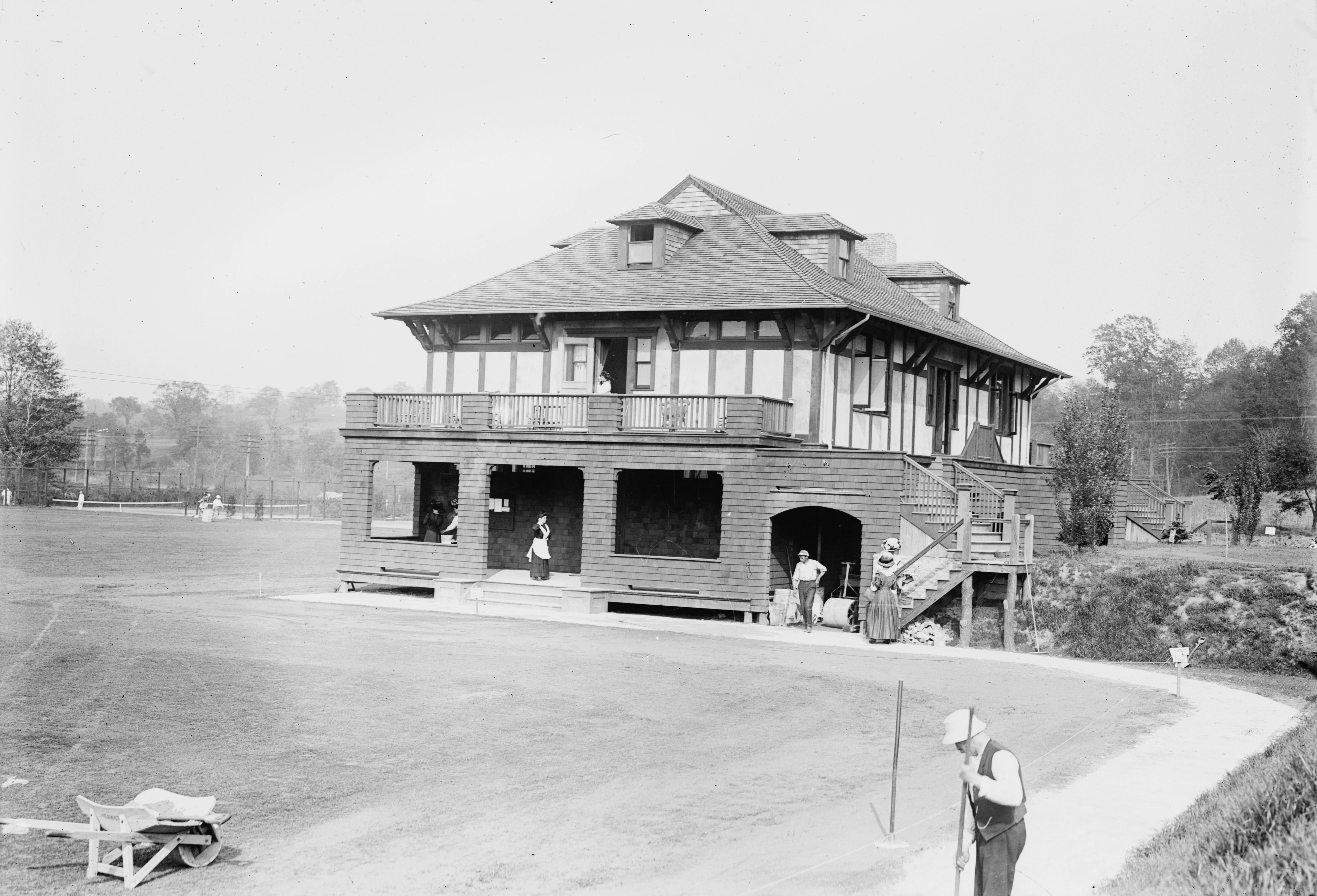
West Side Tennis Club în 1912

La începutul anului 1915, un grup de aproximativ 100 de jucători de tenis au semnat o petiție în favoarea mutarii turneului. Ei au susținut că majoritatea cluburilor de tenis, jucătorilor și fanilor se aflau în zona New York City și că, prin urmare, ar fi benefic pentru dezvoltarea sportului să găzduiască campionatul național acolo. Acest punct de vedere a fost respins de un alt grup de jucători care includea opt foști campioni naționali la simplu. Această problemă controversată a fost adusă la vot la ședința anuală USNLTA din 5 februarie 1915, cu 128 de voturi pentru și 119 împotriva relocarii. În august 1915, turneul de simplu masculin a avut loc pentru prima dată la West Side Tennis Club, Forest Hills din New York City, în timp ce turneul feminin a avut loc la Philadelphia Cricket Club din Chestnut Hill, Philadelphia (evenimentul de simplu feminin nu a fost mutat până în 1921). Din 1917 până în 1933, evenimentul de dublu masculin a avut loc la Longwood Cricket Club din Chestnut Hill, Massachusetts. În 1934, la Longwood Cricket Club s-au desfășurat atât evenimente de dublu pentru bărbați, cât și pentru femei.
Din 1921 până în 1923, turneul de simplu masculin a fost jucat la Germantown Cricket Club din Philadelphia. A revenit la West Side Tennis Club în 1924, după finalizarea stadionului Forest Hills, cu 14.000 de locuri. Deși mulți îl considerau deja un campionat major, Federația Internațională de Tenis pe gazon l-a desemnat oficial drept unul dintre turneele majore din lume, începând cu 1924. La Campionatele Naționale din S.U.A. din 1922, jucătorii au fost clasificați drept capi de serie pentru prima dată pentru a împiedica jucătorii de frunte să se joace între ei în primele runde. Din 1935 până în 1941 și din 1946 până în 1967, dublu masculin și feminin s-a desfășurat la Longwood Cricket Club.

### Open era
Era deschisă a început în 1968, când jucătorilor profesioniști de tenis li s-a permis să concureze pentru prima dată la turneul de Grand Slam desfășurat la West Side Tennis Club. Campionatele naționale anterioare ale SUA au fost limitate la jucătorii amatori. În acel an, s-au înscris 96 de bărbați și 63 de femei, iar premiile în bani au totalizat 100.000 de dolari. În 1970, US Open a devenit primul turneu de Grand Slam care a folosit un tiebreaker pentru a decide un set care a ajuns la un scor de 6–6. Din 1970 până în 1974, US Open a folosit un tiebreaker cu cel mai bun din nouă puncte, înainte de a trece la sistemul de cel mai bun din douăsprezece puncte al Federației Internaționale de Tenis (ITF).
În 1973, US Open a devenit primul turneu de Grand Slam care a acordat premii egale bărbaților și femeilor, campionii de simplu din acel an, John Newcombe și Margaret Court, primind 25.000 de dolari fiecare. Din 1975, în urma plângerilor cu privire la suprafață și impactul acesteia asupra săriturii mingii, turneul s-a jucat pe terenuri cu zgură în loc de iarbă. Acesta a fost, de asemenea, un experiment pentru a-l face mai „prietenos cu televizorul”. Adăugarea de reflectoare a permis ca meciurile să fie jucate noaptea.

### Din 1978: Centrul Național de Tenis USTA

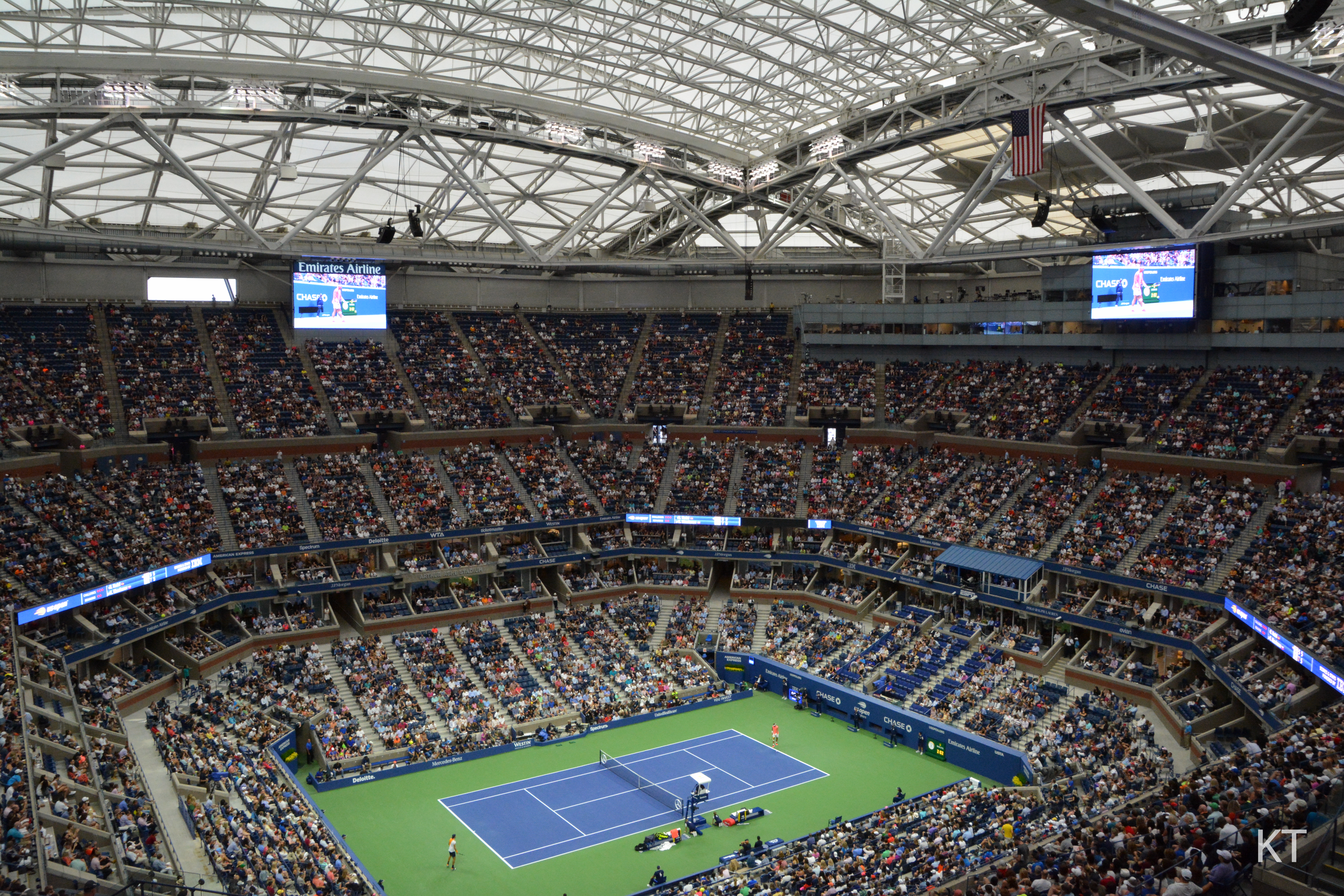
Stadionul Arthur Ashe cu acoperișul închis în 2018.

În 1978, turneul s-a mutat de la West Side Tennis Club la Centrul Național de Tenis USTA, mai mare și nou construit, din Flushing Meadows, Queens, la 4,8 km spre nord. Suprafața terenului a trecut și de la zgură la suprafață dură. Jimmy Connors este singurul jucător care a câștigat titluri de simplu US Open pe trei suprafețe (iarbă, zgură și tare), în timp ce Chris Evert este singura jucătoare care a câștigat titluri de simplu US Open pe două suprafețe (zgură și tare).
US Open este singurul turneu de Grand Slam care s-a desfășurat în fiecare an de la începutul său.
În timpul US Open din 2006, complexul a fost redenumit „USTA Billie Jean King National Tennis Center” în onoarea lui Billie Jean King, de patru ori campioană la US Open la simplu și pionier al tenisului feminin.

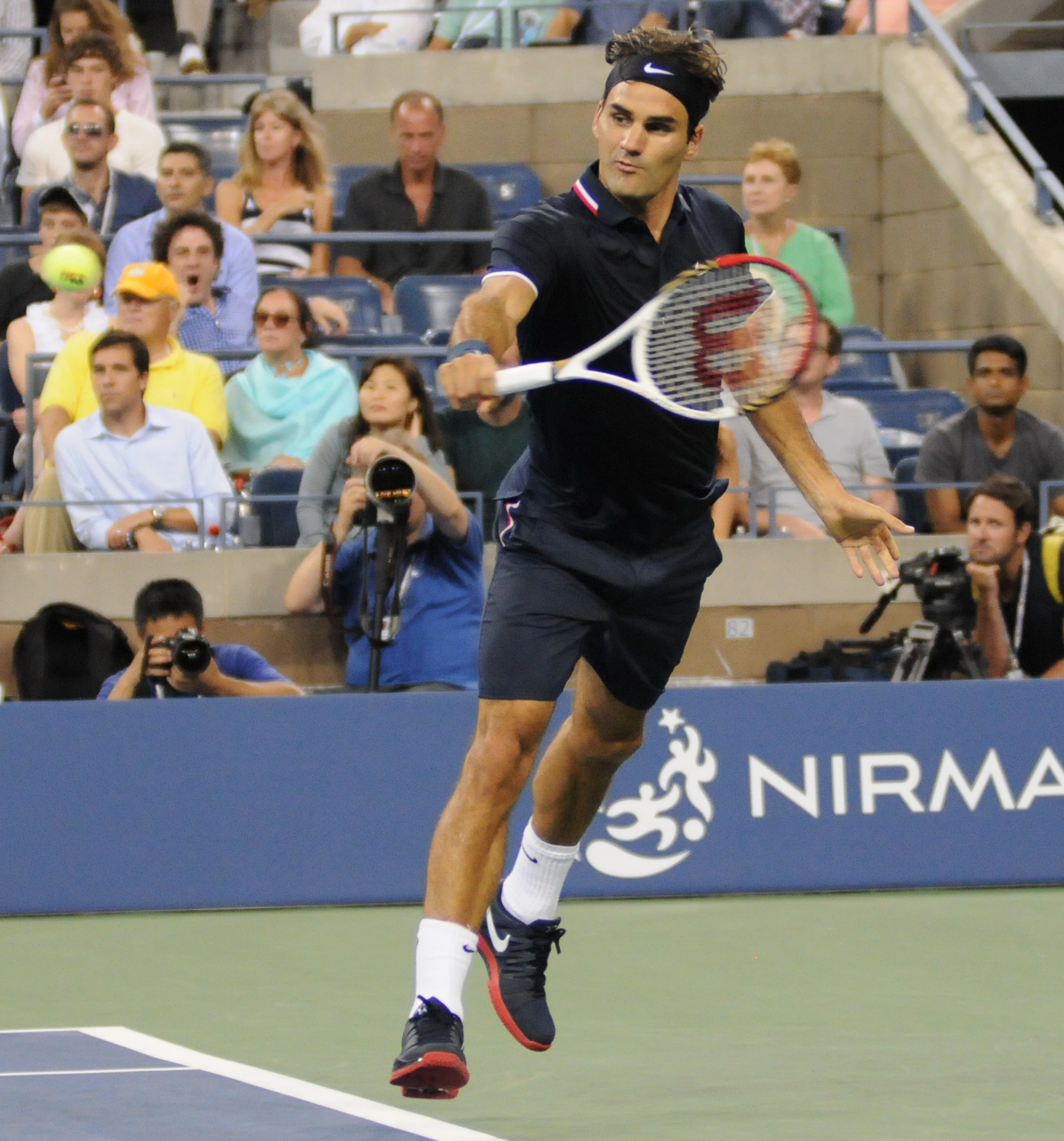
Roger Federer este singurul jucător din era deschisă care a câștigat titlul de cinci ori consecutiv.

Din 1984 până în 2015, US Open s-a abătut de la practicile tradiționale de programare pentru turneele de tenis cu un concept care a ajuns să fie cunoscut sub numele de „Super Sâmbătă”: finalele feminine și masculine s-au jucat în ultima sâmbătă și, respectiv, duminică a turneului, iar semifinalele au avut loc cu o zi înainte. Finala feminină a avut loc inițial între semifinalele masculine; în 2001, finala feminină a fost mutată seara, astfel încât să poată fi văzută la televiziune în primetime, invocând o creștere majoră a popularității tenisului feminin în rândul telespectatorilor. Acest model de programare a ajutat la încurajarea spectatorilor de televiziune, dar le-a oferit o zi mai puțin de odihnă între semifinale și meciul din campionat.

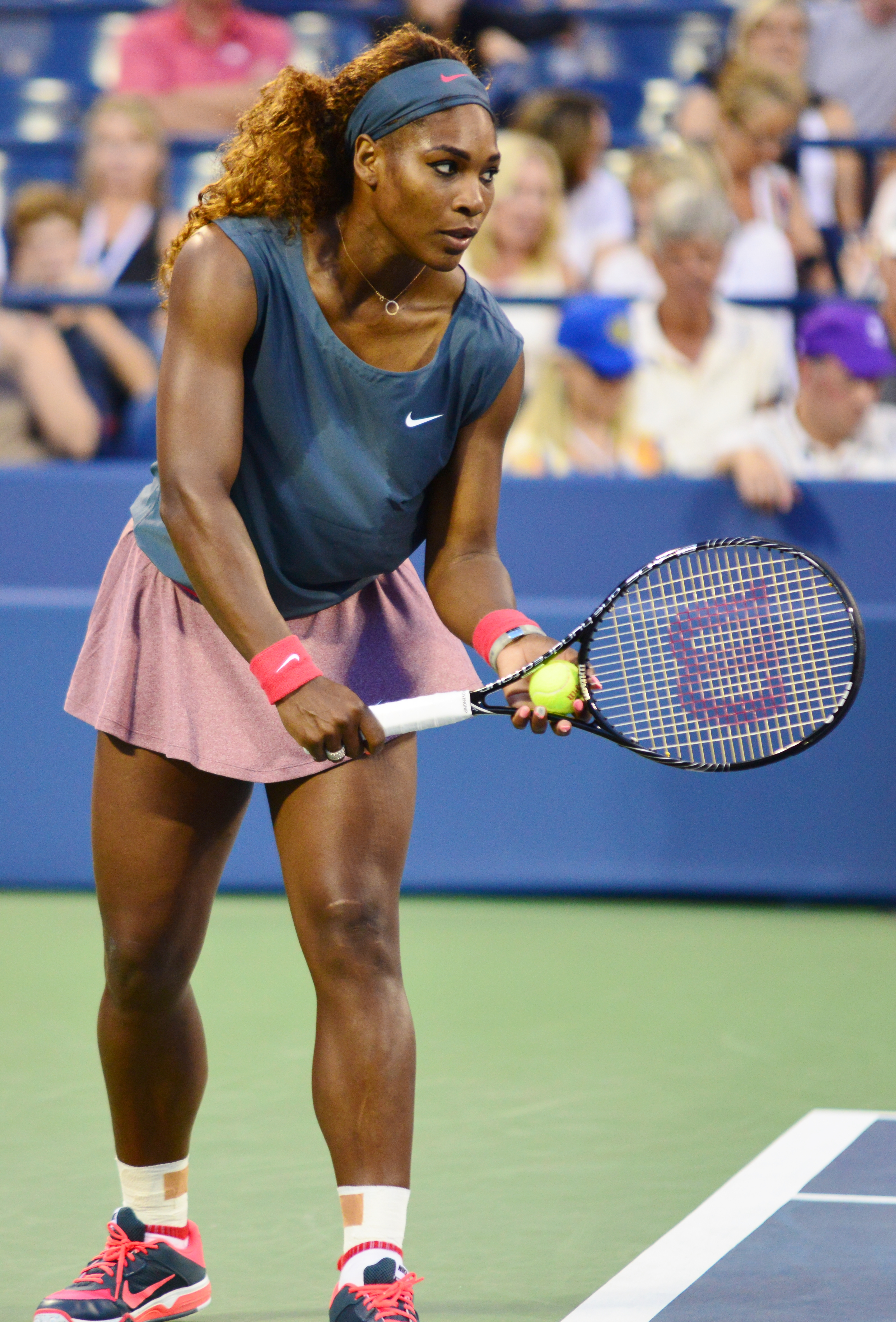
Serena Williams a triumfat de șase ori la simplu, de două ori la dublu și o dată la mixt

Timp de cinci turnee consecutive între 2008 și 2012, finala masculină a fost amânată pentru luni din cauza vremii. În 2013 și 2014, USTA a programat în mod intenționat finala masculină pentru ziua de luni – o mișcare lăudată pentru că le-a permis jucătorilor masculini o zi suplimentară de odihnă după semifinale, dar a atras furia ATP pentru că s-a abătut și mai mult de la structura celorlalte turnee de Grand Slam. În 2015, conceptul de Super Sâmbătă a fost abandonat, iar US Open a revenit la un format asemănător celorlalte Grand Slam-uri, cu finale feminine și masculine sâmbătă și duminică. Cu toate acestea, întârzierile meteorologice au forțat ambele seturi de semifinale să aibă loc vineri în acel an.
În 2018, US Open a fost primul turneu de Grand Slam care a introdus cronometrul de lovituri pentru a monitoriza timpul consumat de jucători între puncte. Ca urmare a acestei schimbări ritmul de joc a crescut. Cronometrul este plasat într-o poziție vizibilă pentru jucători, arbitrul de scaun și suporteri. Din 2020, toate turneele de Grand Slam, ATP și WTA aplică această tehnologie.
În 2020, turneul a avut loc fără spectatori din cauza pandemiei de COVID-19. Anunțul că nu se va desfășura competiția de tenis în scaun cu rotile a stârnit controverse, deoarece USTA nu s-a consultat cu sportivii cu dizabilități înainte de această decizie. După acuzații de discriminare, USTA a fost nevoită să dea înapoi, admițând că ar fi trebuit să discute decizia cu concurenții cu dizabilități și oferindu-le 150.000 de dolari care să fie împărțiți între ei..

## Puncte de clasament
Punctele de clasament pentru masculin (ATP) și feminin (WTA) au variat la US Open de-a lungul anilor, dar în prezent jucătorii de simplu primesc următoarele puncte:
| Probă  | Probă    | C    | F    | SF  | QF  | 4R  | 3R  | 2R | 1R |
| Simplu | Masculin | 2000 | 1200 | 720 | 360 | 180 | 90  | 45 | 10 |
| Simplu | Feminin  | 2000 | 1300 | 780 | 430 | 240 | 130 | 70 | 10 |
| Dublu  | Masculin | 2000 | 1200 | 720 | 360 | 180 | 90  | 0  | –  |
| Dublu  | Feminin  | 2000 | 1300 | 780 | 430 | 240 | 130 | 10 | –  |

## Campioni actuali

### Cele mai recente finale
| Probe           | Campion                           | Finalist                        | Scor          |
| --------------- | --------------------------------- | ------------------------------- | ------------- |
| Simplu masculin | Jannik Sinner                     | Taylor Fritz                    | 6–3, 6–4, 7–5 |
| Simplu feminin  | Arina Sabalenka                   | Jessica Pegula                  | 7–5, 7–5      |
| Dublu masculin  | Max Purcell Jordan Thompson       | Kevin Krawietz Tim Pütz         | 6–4, 7–6(7–4) |
| Dublu feminin   | Liudmila Kicenok Jeļena Ostapenko | Kristina Mladenovic Zhang Shuai | 6–4, 6–3      |
| Dublu mixt      | Sara Errani Andrea Vavassori      | Taylor Townsend Donald Young    | 7–6(7–0), 7–5 |

## Recorduri
| Record                                                 | Perioadă | Jucător(i)                                  | Număr                                                                           | Ani |
| ------------------------------------------------------ | -------- | ------------------------------------------- | ------------------------------------------------------------------------------- | --- |
| Masculin din 1881                                      |          |                                             |                                                                                 | |
| Cele mai multe titluri de simplu                       | Pre-Open | Richard Sears                               | 7                                                                               | 1881–87 |
| Cele mai multe titluri de simplu                       | Pre-Open | William Larned                              | 7                                                                               | 1901–02, 1907–11 |
| Cele mai multe titluri de simplu                       | Pre-Open | Bill Tilden                                 | 7                                                                               | 1920–25, 1929 |
| Cele mai multe titluri de simplu                       | Open     | Jimmy Connors                               | 5                                                                               | 1974, 1976, 1978, 1982–83 |
| Cele mai multe titluri de simplu                       | Open     | Pete Sampras                                | 5                                                                               | 1990, 1993, 1995–96, 2002 |
| Cele mai multe titluri de simplu                       | Open     | Roger Federer                               | 5                                                                               | 2004–08 |
| Cele mai multe titluri consecutive la simplu           | Pre-Open | Richard Sears                               | 7                                                                               | 1881–87 |
| Cele mai multe titluri consecutive la simplu           | Open     | Roger Federer                               | 5                                                                               | 2004–08 |
| Cele mai multe titluri de dublu                        | Pre-Open | Richard Sears                               | 6                                                                               | 1882–84, 1886–87 cu James Dwight 1885 cu Joseph Clark                                                                             |
| Cele mai multe titluri de dublu                        | Pre-Open | Holcombe Ward                               | 6                                                                               | 1899–1901 cu Dwight F. Davis 1904–06 cu Beals Wright                                                                              |
| Cele mai multe titluri de dublu                        | Open     | Mike Bryan                                  | 6                                                                               | 2005, 2008, 2010, 2012, 2014 cu Bob Bryan 2018 cu Jack Sock                                                                       |
| Cele mai multe titluri consecutive la dublu            | Pre-Open | Richard Sears                               | 6                                                                               | 1882–87 |
| Cele mai multe titluri consecutive la dublu            | Open     | Todd Woodbridge                             | 2                                                                               | 1995–96 |
| Cele mai multe titluri consecutive la dublu            | Open     | Mark Woodforde                              | 2                                                                               | 1995–96 |
| Cele mai multe titluri de dublu mixt                   | Pre-Open | Edwin P. Fischer                            | 4                                                                               | 1894–96 cu Juliette Atkinson 1898 cu Carrie Neely                                                                                 |
| Cele mai multe titluri de dublu mixt                   | Pre-Open | Wallace F. Johnson                          | 4                                                                               | 1907 cu May Sayers 1909, 1911, 1915 cu Hazel Hotchkiss Wightman                                                                   |
| Cele mai multe titluri de dublu mixt                   | Pre-Open | Bill Tilden                                 | 4                                                                               | 1913–14 cu Mary Browne 1922–23 cu Molla Mallory                                                                                   |
| Cele mai multe titluri de dublu mixt                   | Pre-Open | Bill Talbert                                | 4                                                                               | 1943–46 cu Margaret Osborne duPont                                                                                                |
| Cele mai multe titluri de dublu mixt                   | Open     | Owen Davidson                               | 4                                                                               | 1966 cu Donna Floyd 1967, 1971, 1973 cu Billie Jean King                                                                          |
| Cele mai multe titluri de dublu mixt                   | Open     | Marty Riessen                               | 4                                                                               | 1969–70, 1972 cu Margaret Court 1980 cu Wendy Turnbull                                                                            |
| Cele mai multe titluri de dublu mixt                   | Open     | Bob Bryan                                   | 4                                                                               | 2003 cu Katarina Srebotnik 2004 cu Vera Zvonareva 2006 cu Martina Navratilova 2010 cu Liezel Huber                                |
| Cele mai multe campionate (simplu, dublu & dublu mixt) | Pre-Open | Bill Tilden                                 | 16                                                                              | 1913–29 (7 simplu, 5 dublu, 4 dublu mixt)                                                                                         |
| Cele mai multe campionate (simplu, dublu & dublu mixt) | Open     | Bob Bryan                                   | 9                                                                               | 2003–14 (5 dublu, 4 dublu mixt)                                                                                                   |
| Feminin din 1887                                       |          |                                             |                                                                                 | |
| Cele mai multe titluri de simplu                       | Pre-Open | / Molla Mallory                             | 8                                                                               | 1915–18, 1920–22, 1926 |
| Cele mai multe titluri de simplu                       | Open     | Chris Evert                                 | 6                                                                               | 1975–78, 1980, 1982 |
| Cele mai multe titluri de simplu                       | Open     | Serena Williams                             | 6                                                                               | 1999, 2002, 2008, 2012–14 |
| Cele mai multe titluri consecutive la simplu           | Pre-Open | / Molla Mallory                             | 4                                                                               | 1915–18 |
| Cele mai multe titluri consecutive la simplu           | Pre-Open | Helen Jacobs                                | 4                                                                               | 1932–35 |
| Cele mai multe titluri consecutive la simplu           | Open     | Chris Evert                                 | 4                                                                               | 1975–78 |
| Cele mai multe titluri de dublu                        | Pre-Open | Margaret Osborne duPont                     | 13                                                                              | 1941 cu Sarah Palfrey Cooke 1942–50, 1955–57 cu Louise Brough                                                                     |
| Cele mai multe titluri de dublu                        | Open     | Martina Navratilova                         | 9                                                                               | 1977 cu Betty Stöve 1978, 1980 cu Billie Jean King 1983–84, 1986–87 cu Pam Shriver 1989 cu Hana Mandlíková 1990 cu Gigi Fernández |
| Cele mai multe titluri consecutive la dublu            | Pre-Open | Margaret Osborne duPont                     | 10                                                                              | 1941 cu Sarah Palfrey Cooke 1942–50 cu Louise Brough                                                                              |
| Cele mai multe titluri consecutive la dublu            | Open     | Virginia Ruano Pascual                      | 3                                                                               | 2002–04 |
| Cele mai multe titluri consecutive la dublu            | Open     | Paola Suárez                                | 3                                                                               | 2002–04 |
| Cele mai multe titluri de dublu mixt                   | Pre-Open | Margaret Osborne duPont                     | 9                                                                               | 1943–46 cu Bill Talbert 1950 cu Ken McGregor 1956 cu Ken Rosewall 1958–60 cu Neale Fraser                                         |
| Cele mai multe titluri de dublu mixt                   | Open     | Margaret Court                              | 3                                                                               | 1969–70, 1972 cu Marty Riessen |
| Cele mai multe titluri de dublu mixt                   | Open     | Billie Jean King                            | 3                                                                               | 1971, 1973 cu Owen Davidson 1976 cu Phil Dent                                                                                     |
| Cele mai multe titluri de dublu mixt                   | Open     | Martina Navratilova                         | 3                                                                               | 1985 cu Heinz Günthardt 1987 cu Emilio Sánchez 2006 cu Bob Bryan                                                                  |
| Cele mai multe campionate (simplu, dublu & dublu mixt) | Pre-Open | Margaret Osborne duPont                     | 25                                                                              | 1941–60 (3 simplu, 13 dublu, 9 dublu mixt)                                                                                        |
| Cele mai multe campionate (simplu, dublu & dublu mixt) | Open     | Martina Navratilova                         | 16                                                                              | 1977–2006 (4 simplu, 9 dublu, 3 dublu mixt)                                                                                       |
| Diverse                                                |          |                                             |                                                                                 | |
| Campioni neclasați                                     | Masculin | Andre Agassi                                | 1994                                                                            | 1994 |
| Campioni neclasați                                     | Feminin  | Kim Clijsters Sloane Stephens Emma Raducanu | 2009 2017 2021 (singurul care vine din calificări și a câștigat un titlu major) | 2009 2017 2021 (singurul care vine din calificări și a câștigat un titlu major)                                                   |
| Cel mai tânăr campion la simplu                        | Masculin | Pete Sampras                                | 19 ani și o lună (1990)                                                         | 19 ani și o lună (1990) |
| Cel mai tânăr campion la simplu                        | Feminin  | Tracy Austin                                | 16 ani și 8 luni (1979)                                                         | 16 ani și 8 luni (1979) |
| Cel mai în vârstă campion la simplu                    | Masculin | William Larned                              | 38 ani și 8 luni (1911)                                                         | 38 ani și 8 luni (1911) |
| Cel mai în vârstă campion la simplu                    | Feminin  | / Molla Mallory                             | 42 ani și 5 luni (1926)                                                         | 42 ani și 5 luni (1926) |